# Gränna
Gränna  (udtale) ? er et byområde i den nordlige del af Jönköpings kommun i Jönköpings län i Sverige.

## Historie
Gränna blev grundlagt i 1652 som "Brahe-Grenna" af greve Per Brahe den yngre, med grevlig snarere end kongelig stadsret. Lidt syd for Gränna udenfor tolderne lå henrettelsespladsen "Galgen".

### Administrative tilhørligheder
Frem til 1652 var Gränna kyrkby i Gränna socken. I år 1652 etableredes Gränna stad gennem en separering fra sognet. Ved kommunalreformen i 1862 blev byen en købstadskommune med dele af bebyggelsen beliggende i Gränna socken/landskommun. I år 1952 blev Gränna socken/landskommun slået sammen med købstadskommunen, hvorefter bebyggelsen kun fyldte en mindre del af købstadskommunen. I 1971 blev Gränna stad en del af Jönköpings kommun.
Før 1652 hørte byen til Gränna församling og derefter til Gränna församling, som fra 1963 også omfattede Gränna landsförsamling og igen fik navnet Gränna församling.
Gränna indgik frem til 1936 i retskredsen for Gränna rådhusrätt, for derefter frem til 1971 at indgå i Tveta, Vista och Mo domsagas tingslag. Siden 1971 har Gränna hørt til Jönköpings tingsrätt.

## Bebyggelsen
Gränna er kendt for sin dyrkning af frugt og sin polkagrisproduktion. Herfra udgår også færgetrafikken til Visingsö, hvilket sammenlagt gør Gränna til en livligt frekventeret turistby i sommerhalvåret. Bebyggelsen i de centrale dele udgøres mest af ældre trævillaer, ikke sjældent med haver som drager fordel af byens gode klima.
Brahegatan, som frem til 1970'erne var riksväg 1 mellem Helsingborg og Stockholm, kendetegnes af kulturhistorisk interessant træbebyggelse. Den er temmelig smal og har meget trafik om sommeren, hvor Grännas beliggenhed − i princippet klatrende på bjergets slutning mod Vättern − tvinger al gennemgående trafik til at benytte den. I Gränna ligger Grennaskolan, som er en af Sveriges tre rigsinternatskoler.
Gränna hamn er blevet udvidet med badelagune og et antal sommerrestauranter og en campingplads med cirka 400 bil- og teltpladser og 27 hytter til udlejning. I havnen er der hvert år siden 2007 blevet afholdt fællessangsarrangementet Allsång i Gränna hamn. Lige syd for Gränna ligger Röttle og, ved den gamle E4, Gränna Glasbruk.
Vätterleden, en del af motorvej E4, blev bygget i etaper mellem 1960 og 1974 langs højområdet ovenfor Gränna. Ved motorvejen, cirka 2,5 kilometer nord for Gränna, ligger slotsruinen Brahehus med sin rasteplads. Lige ovenfor Gränna ligger Grännaberget med Grännabergets Friluftsmuseum, som blandt andet er startpunktet for vandrevejene John Bauerleden til Huskvarna og Holavedsleden til Tranås. Ved den sydlige udkørsel ligger det landskendte hotel Gyllene Uttern.

## Erhvervsliv
I år 1942 blev firmaet RIFA (Radioindustrins fabrikaktiebolag) grundlagt i byen af blandt andre Asea for at sikre produktionen af kondensatorer i Sverige under 2. verdenskrig. Firmaet blev i 1947 købt af Ericsson som ejede det frem til 1988, hvor det blev til Evox Rifa AB.

## I populærkulturen
- I Ingmar Bergmans film Ved vejs ende fra 1957 besøger Dr Borg med selskab Gränna og værtshuset Gyllene Uttern. Tankejeren Åkerman (Max von Sydow) kommer med kommentaren "Vi kan va rätt spanska, fast vi bor i Gränna".
- I et afsnit af julekalenderen fra 1969, Herkules Jonssons storverk, er Herkules og hans far på rejsende fod, og da de passerer Gränna standser de og går til tandlægen i et lille lyserødt hus på Bergsgatan.
- Da Niklas Strömstedt skrev svenske tekster til musicalen Mamma Mia! erstattedes Glasgow med Gränna som den by sangeren telefonerer fra i teksten til sangen "Super Trouper".

## Billedgalleri
- Gränna omkring år 1700. Fra Suecia antiqua et hodierna.
- Gränna 1888 på en xylografi efter en tegning af Ferdinand Hernlund.
- Udsigten fra Brahehus
- Brahegatan i Gränna nordpå, 1889
- Brahegatan i Gränna sydpå, 1945
- Gränna fra luften